# Xweles
Els xweles (o pheres, o gbe, xweles) són els membres d'un grup ètnic que parlen la llengua gbe, xwela al sud de Benín, als departaments Mono i Atlantique. Els xwles occidentals són un poble del grup d'ètnies guineanes, el seu codi ètnic és NAB59e i el seu ID és 15926.

## Situació geogràfica i pobles veïns
Els xweles tenen el seu territori a la zona promera al llac Aheme, al municipi de Comé i a l'extrem meridional del municipi de Bopa al departament de Mono i als municipis de Kpomassè i d'Ouidah, al departament Atlantique.
Segons el mapa lingüístic de Benín de l'ethnologue, els xweles tenen el territori al sud i a l'est del llac Aheme. Tenen com a veïns als xwles occidentals a l'oest i a l'est, als fon, també a l'est; als ayizos i els saxwes, al nord i els watxis, al nord-oest.

## Llengua
Els xweles parlen la llengua gbe, el gbe, xwela.

## Religió
La majoria dels xweles (94%) creuen en religions africanes tradicionals i només el 6% són cristians. D'aquesta minoria, el 68% són catòlics, el 20% pertanyen a esglésies independents i el 10% són protestants. Hi ha un petit grup de cristians (2%) que pertanyen al moviment evangèlic.